# Arno Breitmeyer
Arno Breitmeyer (19 de abril de 1903, Berlín, Imperio alemán - Desconocido, Tercer Reich, 20 de abril de 1944) fue un oficial deportivo alemán. Comenzó su carrera deportiva como un exitoso remero de competición. En 1933 se convirtió en editor de la sección de deportes del Völkischer Beobachter. También dirigió la Federación Nacionalsocialista del Reich para la Educación Física.

## Biografía
Arno Breitmeyer se unió al NSDAP en mayo de 1933. Luego se convirtió en un importante funcionario deportivo del Tercer Reich. Breitmeyer fue primer asesor y vicepresidente de la Oficina de Deportes del Reich (DRL/NSRL, Nationalsozialistischer Reichsbund für Leibesübungen) durante el mandato de Hans von Tschammer und Osten como Reichssportführer. 
von Tschammer le encargó a Arno Breitmeyer que escribiera un extenso informe ilustrado sobre las actividades deportivas organizadas en el Tercer Reich. Breitmeyer fue asistido por el fotógrafo personal de Adolf Hitler, Heinrich Hoffmann, en la empresa. El primer volumen fue impreso en 1934 por la editorial de los Fondos Alemanes de Ayuda Deportiva. Solo se publicaron los volúmenes uno y dos de una serie planificada de cuatro volúmenes muy ilustrados. El propósito de este libro era anunciar la importancia del ejercicio físico entre los nacionalsocialistas. Este trabajo de propaganda tiene muchas imágenes e información sobre las diversas organizaciones nacionalsocialistas, es decir, SA, NSKK, Bund Deutscher Mädel, Hitler Jugend, etc.
A la muerte de von Tschammer en 1943, Arno Breitmeyer se convirtió en el líder (Reichssportführer) de la NSRL. 
Breitmeyer era un candidato de Oberregierungsrat para ser miembro del Reichstag (MdR, Mitglied des Reichstags) en 1938. En el momento de su muerte en 1944, era un Brigadeführer SA (Sturmabteilung). 
Breitmeyer fue sucedido como Reichssportführer en abril de 1944 por Karl Ritter von Halt. 

## Obras
- Arno Breitmeyer y PG Hoffmann, Sport und Staat. Im Auftrage des Reichssportführers, Selbstverlag des Hilfsfonds für den Deutschen Sport, 1934. (2 vols).[3]